# ナショナル・ボード・オブ・レビュー賞 (2016年)
88th NBR Awards

作品賞: 
『マンチェスター・バイ・ザ・シー』
第88回ナショナル・ボード・オブ・レビュー賞は2016年の映画を対象とした賞であり、2016年11月29日に受賞者が発表された。

## 受賞一覧

### 作品賞
- 『マンチェスター・バイ・ザ・シー』（ケネス・ロナーガン監督）

### 作品賞トップ10
※原題のアルファベット順
- 『メッセージ』
- 『ハクソー・リッジ』
- 『ヘイル、シーザー!』
- 『最後の追跡』
- 『ラ・ラ・ランド』
- 『ムーンライト』
- 『パトリオット・デイ』
- 『沈黙 -サイレンス-』
- 『ハドソン川の奇跡』

### 監督賞
- バリー・ジェンキンズ - 『ムーンライト』

### 主演男優賞
- ケイシー・アフレック - 『マンチェスター・バイ・ザ・シー』

### 主演女優賞
- エイミー・アダムス - 『メッセージ』

### 助演男優賞
- ジェフ・ブリッジス - 『最後の追跡』

### 助演女優賞
- ナオミ・ハリス - 『ムーンライト』

### アンサンブル演技賞
- 『ドリーム』

### ブレイクスルー演技賞
- ロイヤルティ・ハイタワー - 『The Fits』
- ルーカス・ヘッジズ - 『マンチェスター・バイ・ザ・シー』

### 新人監督賞
- トレイ・エドワード・シュルツ - 『Krisha』

### 脚本賞
- ケネス・ロナーガン - 『マンチェスター・バイ・ザ・シー』

### 脚色賞
- ジェイ・コックス、マーティン・スコセッシ - 『沈黙 -サイレンス-』

### インディペンデント映画トップ10
※原題のアルファベット順
- 『20センチュリー・ウーマン』
- 『はじまりへの旅』
- 『Creative Control』
- 『アイ・イン・ザ・スカイ　世界一安全な戦場』
- 『The Fits』
- 『グリーンルーム』
- 『ドリスの恋愛妄想適齢期』
- 『Krisha』
- 『アメリカから来たモーリス（英語版）』
- 『シング・ストリート 未来へのうた』

### アニメーション映画賞
- 『KUBO/クボ 二本の弦の秘密』（トラヴィス・ナイト監督）

### 外国語映画賞
- 『セールスマン』（アスガル・ファルハーディー監督） イラン

### 外国語映画トップ5
※英題のアルファベット順
- 『エル ELLE』 フランス、 ドイツ、 ベルギー
- 『お嬢さん』 韓国
- 『ジュリエッタ』 スペイン
- 『ヒトラーの忘れもの』 デンマーク、 フランス
- 『ネルーダ 大いなる愛の逃亡者（英語版）』 チリ、 アルゼンチン、 アメリカ合衆国、 フランス、 スペイン

### ドキュメンタリー映画賞
- 『O.J.: Made in America』（エズラ・エデルマン（英語版）監督）

### ドキュメンタリー映画トップ5
※原題のアルファベット順
- 『デ・パルマ（英語版）』
- 『イーグルハンター（英語版）』
- 『ギフト 僕がきみに残せるもの（英語版）』
- 『Miss Sharon Jones!』
- 『ぼくと魔法の言葉たち（英語版）』

### スポットライト賞
- ピーター・バーグとマーク・ウォールバーグの『バーニング・オーシャン』と『パトリオット・デイ』における創造的なコラボレーションに対して

### 表現の自由賞
- 『Cameraperson』